# Kraftklub
Kraftklub est un groupe de rap rock allemand, originaire de Chemnitz, en Saxe. Il se compose de cinq musiciens, qui mélangent rock et rap,.

## Biographie

### Débuts (2009–2011)

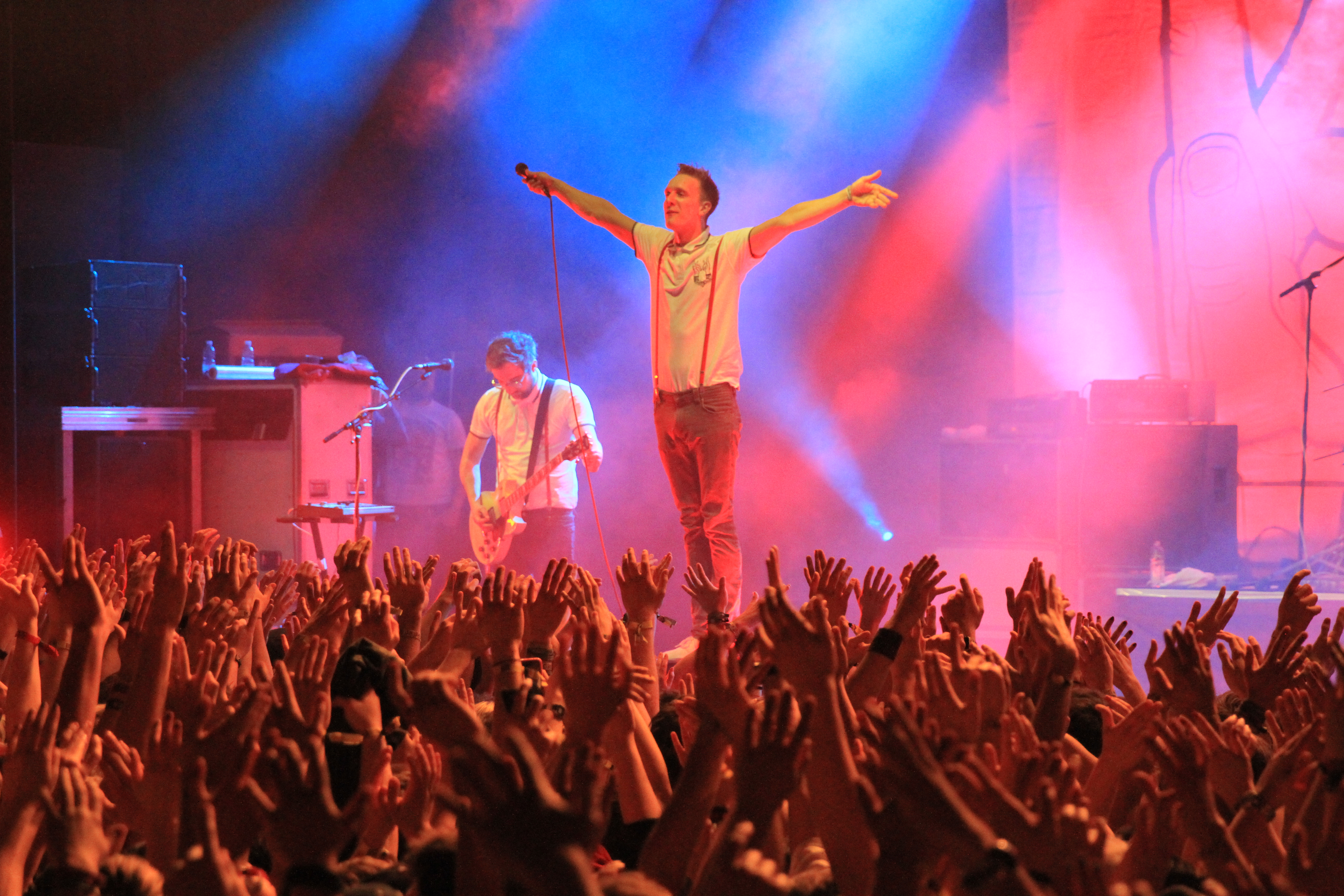
Kraftklub au Openin Festival de 2014.

En début juillet 2009, lors du Splash Festival à Chemnitz, le rappeur Bernd Bass (Felix Kummer) se produit avec le groupe de rock Neon Blocks. À la fin de l'année, ils se retrouvent en studio et fondent Kraftklub. Le chanteur Felix et le bassiste Till Kummer sont les fils de Jan Kummer, membre fondateur de AG. Geige, un autre groupe de la même ville, dans le style électropop ; pour qu'il n'y ait pas de confusion, ils adoptent le nom de Brummer.
Le 13 février 2010, le groupe sort son premier EP, Adonis Maximus, enregistré après une semaine à l'Atomino, un club de Chemnitz,. En septembre, il remporte le prix du nouveau talent décerné par l'ARD. Plusieurs labels commencent à s'intéresser au groupe. À la fin janvier 2011, il signe avec Universal Domestic Rock/Vertigo Records. Il fait la première partie de Beatsteaks, Fettes Brot, Casper. Un premier single Zu Jung sort le 5 août 2011.

### Mit K(2011–2013)
Le 29 septembre 2011, Kraftklub participe à un concours de chansons pour la télévision et se classe 5e avec son titre Ich will nicht nach Berlin qui sort le lendemain et se classe 45e des ventes.
Leur premier album, Mit K, sort le 20 janvier 2012 et devient no 1 des ventes en Allemagne. Alors que le premier single Songs für Liam (qui fait allusion à la séparation des frères Gallagher de Oasis) sort en avril, il est déjà quarantième des ventes le 23 mars rien que par le téléchargement. Lors de la tournée Con K, le groupe se produit en Europe, ainsi qu'à Bogotà (le 19 septembre 2012). La chanson Eure Mädchen fait partie de la bande sonore du jeu vidéo FIFA 13, c'est le seul titre en allemand. Kraftklub fait partie de la catégorie « Meilleur artiste allemand » au MTV Europe Music Awards 2012 qui a lieu à Francfort-sur-le-Main.
En 2013, le groupe est nommé pour le prix Echo du meilleur groupe de rock allemand. Dans cette catégorie, est aussi nommé Frei.Wild, un groupe qui a fait ses débuts dans les scènes d'extrême-droite et affirme ouvertement son populisme. Pour protester, à l'instar de MIA. et Die Ärzte, autres nommés, Kraftklub annonce son retrait de cette récompense avant que Frei.Wild ne soit finalement retiré après que, dans un premier temps, les organisateurs aient nié vouloir une polémique.

### In Schwarz(2014–2016)

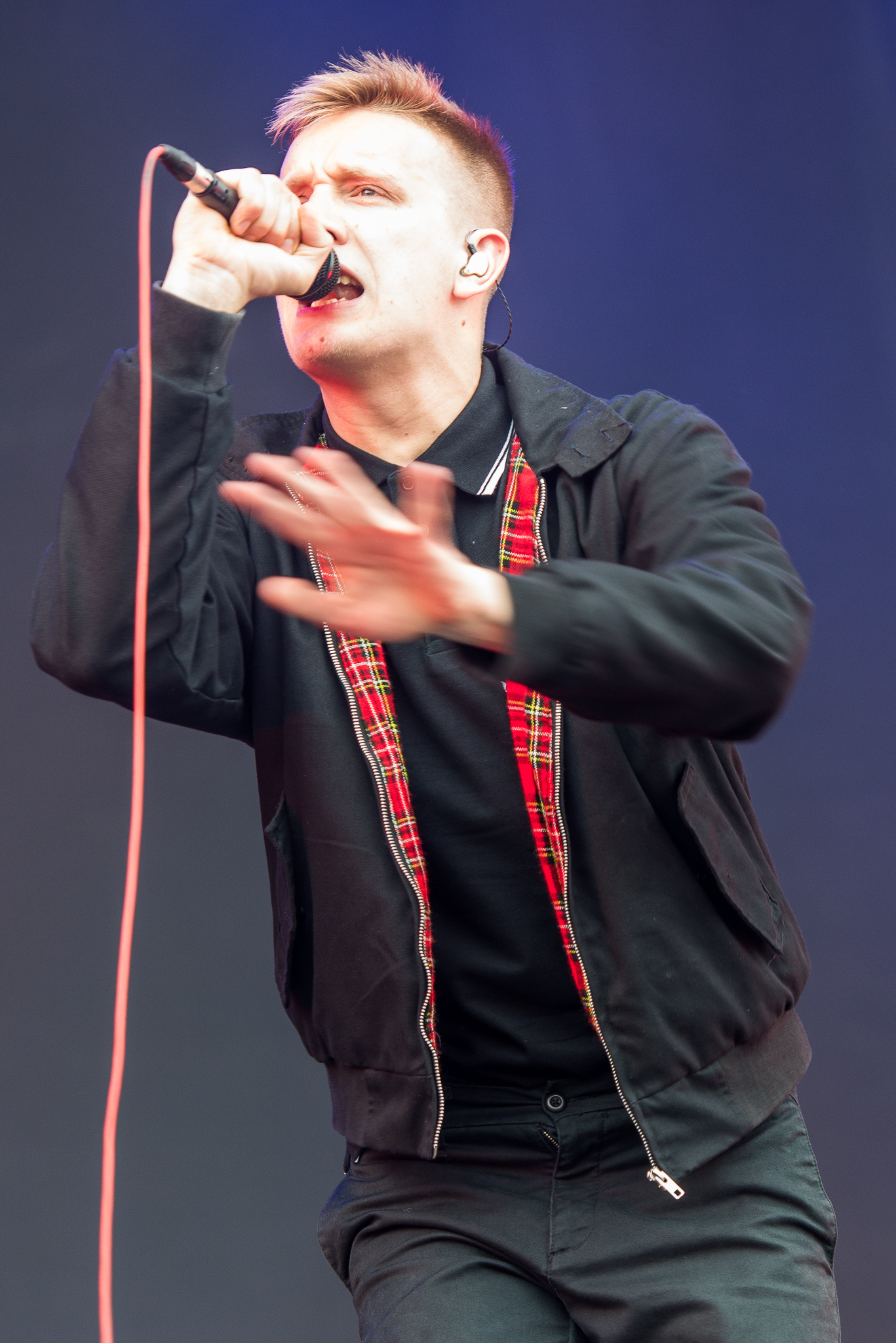
Felix Brummer en 2015.

Le 20 mai 2014, apparaît sur YouTube, Hand in Hand, un clip d'un groupe s'appelant In Schwarz. Ses membres méconnaissables, habillés comme des Black Blocs, ressemblent beaucoup à Kraftklub. La supercherie est dévoilée le 2 juin dans l'émission Circus HalliGalli. Dans le même temps, le groupe annonce la sortie de son prochain album, In Schwarz, pour le 12 septembre 2014. Hand in Hand sort le 22 juin. Sur MDR Sputnik, le groupe présente le second extrait de l'album, Unsere Fans. À sa sortie, In Schwarz est numéro un des ventes.
En 2015, le groupe sort Randale, un coffret CD-DVD comprenant un concert filmé à Berlin ainsi qu'un documentaire. En février 2016, Kraftklub fait une tournée européenne à Luxembourg, Amsterdam, Londres, Paris, Innsbruck, Prague, Eupen, et Linz, qui permet au groupe de jouer dans plusieurs pays européen pour la première fois. Maxim Drüner, membre du groupe K.I.Z. rejoint le groupe notamment à Paris pour interpréter Juppe fürs Gehirn pour la première fois en dehors de l'Allemagne.

### Keine Nacht für Niemand(2017-2022)
Le 16 mars 2017, le groupe fait un live-stream du single Dein Lied sur Facebook, et publie l'album Keine Nacht für Niemand, le 2 juin 2017. Le titre de l'album s'inspire de l'album Keine Macht für Niemand du groupe Ton Steine Scherben. Il est numéro un des ventes en Allemagne.
En juin 2017, le groupe donne des concerts gratuits, dont les lieux sont annoncés peu de temps par les réseaux sociaux, pour promouvoir l'album. D'octobre 2017 à mars 2018, Kraftklub donne 39 concerts en Allemagne, en Autriche, en Suisse et en France (la Gaîté-Lyrique à Paris). Après un dernier concert gratuit à Chemnitz en septembre 2018, le groupe joue en Argentine et au Paraguay, notamment avec Die Toten Hosen.
À partir du juin 2019, Kummer se consacre à sa carrière solo jusqu'à la fin 2021.

### Kargo (depuis 2022)
Le 26 mars 2022, le groupe donne un concert surprise à Leipzig et annonce son nouvel album Kargo. Six jours plus tard, le groupe sort le single Ein Song reicht, dont le clip montre ce concert, et le 20 mai Wittenberg ist nicht Paris. Le single Fahr mit mir (4 × 4) sorti le 8 juillet 2022, est un duo avec le groupe Tokio Hotel.
Le 21 septembre 2022, le groupe donne un concert surprise sur la Reeperbahn à Hambourg, Bill Kaulitz et Casper participent. L'album sort le 22 septembre 2022 et est numéro un des ventes en Allemagne.

## Membres
- Felix Brummer - rap
- Karl Schumann - guitare, chant
- Till Brummer - basse
- Steffen Israel - guitare, claviers
- Max Marschk - batterie

## Discographie

### Albums studio
- 2012 : Mit K
- 2014 : In Schwarz
- 2017 : Keine Nacht für Niemand
- 2022 : Kargo

### EP
- 2010 : Adonis Maximus
- 2012 : Live im Astra Berlin
- 2012 : Songs für Liam
- 2012 : Kein Liebeslied

### Singles
- 2011: "Zu jung"
- 2011: "Ich will nicht nach Berlin"
- 2011: "Eure Mädchen"
- 2012: "Songs für Liam"
- 2012: "Kein Liebeslied"
- 2012: "Mein Leben"
- 2014: "Hand in Hand"
- 2014: "Unsere Fans"
- 2014: "Wie ich"
- 2014: "Schüsse in die Luft"
- 2015: "Blau"
- 2015: "Alles wegen Dir"
- 2017: "Dein Lied"
- 2017: "Fenster"
- 2017: "Sklave"
- 2017: "Chemie Chemie Ya"
- 2017: "Am Ende"
- 2018: "Liebe zu Dritt"
- 2022: "Ein Song Reicht"
- 2022: "Wittenberg Ist Nicht Paris "
- 2022: "Fahr mit mir "

### Featurings
- 2013 : Ganz schön okay - sur l'album Hinterland de Casper
- 2013 : It Boys - sur l'album #Geilon de MC Fitti (de)
- 2014 : Schöner Tag - avec Casper disponible dès le 12 septembre 2014.
- 2015 : Juppe für Gehirn - avec K.I.Z